# Cadre-47/2-Europameisterschaft der Junioren 1987/88
Die Cadre-47/2-Europameisterschaft der Junioren 1988 war das 12. Turnier in dieser Disziplin des Karambolagebillards und fand vom 8. bis zum 10. April 1988 in Tours statt. Die Meisterschaft zählte zur Saison 1987/88.

Logo CEB (ausrichtender Verband)

## Geschichte
Seinen zweiten Titel gewann Frédéric Caudron im Cadre 47/2 bei den Junioren. Die Plätze zwei und drei belegten Stephan Horvath und Peter de Backer.

## Modus
Gespielt wurde in einer Finalrunde „Jeder gegen Jeden“ bis 200 Punkte.
1. MP = Matchpunkte
2. GD = Generaldurchschnitt
3. HS = Höchstserie

## Abschlusstabelle
| Platz                      | Name             | MP   | Pkte | Aufn. | GD    | BED   | HS  |
| -------------------------- | ---------------- | ---- | ---- | ----- | ----- | ----- | --- |
| 1                          | Frédéric Caudron | 12:2 | 1263 | 29    | 43,55 | 66,66 | 180 |
| 2                          | Stephan Horvath  | 10:4 | 1280 | 42    | 30,47 | 50,00 | 170 |
| 3                          | Peter de Backer  | 10:4 | 1164 | 54    | 21,55 | 50,00 | 156 |
| 4                          | Volker Baten     | 8:6  | 1127 | 46    | 24,50 | 66,66 | 141 |
| 5                          | Henri Tilleman   | 8:6  | 1086 | 58    | 18,72 | 66,66 | 149 |
| 6                          | Alain Remond     | 6:8  | 1008 | 45    | 22,40 | 50,00 | 140 |
| 7                          | Daniel Nielsen   | 2:12 | 448  | 62    | 7,22  | 10,00 | 65  |
| 8                          | Carlos Marques   | 0:14 | 157  | 72    | 2,18  | -     | 10  |
| Turnierdurchschnitt: 18,46 |                  |      |      |       |       |       |     |